# Ungern i olympiska sommarspelen 1996
Ungern deltog i de olympiska sommarspelen 1996 med en trupp bestående av 212 deltagare, och landet slutade på tolfte plats i medaljligan.

## Boxning
Bantamvikt
- István Kovács →  Guld
- Första omgången — Besegrade Soner Karaoz (Turkiet), 15-3
- Andra omgången — Besegrade Khurshed Khasanov (Tadzjikistan), 17-3
- Kvartsfinal — Besegrade George Olteanu (Rumänien), 24-2
- Semifinal — Besegrade Vichairachanon Khadpo (Thailand), 12-7
- Final — Besegrade Arnaldo Mesa (Kuba), 14-7

Fjädervikt
- János Nagy
- Första omgången — Besegrade John Kelman (Barbados), domaren stoppade matchen
- Andra omgången — Besegrade Daniel Attah (Nigeria), 14-12
- Kvartsfinal — Förlorade mot Pablo Chacón (Argentina), 7–18

Weltervikt
- József Nagy
- Första omgången — Förlorade mot Juan Hernández Sierra (Kuba), domaren stoppade matchen

Lätt mellanvikt
- György Mizsei
- Första omgången — Besegrade Richard Rowles (Australien), 10-2
- Andra omgången — Förlorade mot Markus Beyer (Tyskland), 6–14

Mellanvikt
- Zsolt Erdei
- Första omgången — Besegrade Juan Pablo Lopez (Mexiko), domaren stoppade matchen
- Andra omgången — Förlorade mot Malik Beyleroğlu (Turkiet), 8–9

## Bågskytte
Damernas individuella
- Judit Kovács → 32-delsfinal, 45:e plats (0–1)
- Timea Kiss → 32-delsfinal, 51:a plats (0–1)

## Fotboll
Herrar
Coach: Antal Dunai
| Nr | Pos. | Namn              | Födelsedatum (ålder)      | Matcher | Mål |        | Klubb           |
| -- | ---- | ----------------- | ------------------------- | ------- | --- | ------ | --------------- |
| 1  | MV   | Lajos Szűcs       | 8 augusti 1973 (22 år)    |         |     | Ungern | Újpest          |
| 2  | F    | János Hrutka      | 26 oktober 1974 (21 år)   |         |     | Ungern | Ferencváros     |
| 3  | F    | Vilmos Sebők      | 13 juni 1973 (23 år)      |         |     | Ungern | Újpest          |
| 4  | F    | János Mátyus      | 20 december 1974 (21 år)  |         |     | Ungern | Budapest Honvéd |
| 5  | F    | Zoltán Petö       | 19 september 1974 (21 år) |         |     | Ungern | Debrecen        |
| 6  | MF   | Miklós Lendvai    | 7 april 1975 (21 år)      |         |     | Ungern | Zalaegerszeg    |
| 7  | MF   | Tibor Dombi       | 11 november 1973 (22 år)  |         |     | Ungern | Debrecen        |
| 8  | MF   | Tamás Sándor      | 26 oktober 1974 (21 år)   |         |     | Ungern | Debrecen        |
| 9  | A    | Károly Szanyó     | 10 november 1973 (22 år)  |         |     | Ungern | Ferencváros     |
| 10 | MF   | Krisztián Lisztes | 2 juli 1976 (20 år)       |         |     | Ungern | Ferencváros     |
| 11 | A    | Gábor Egressy     | 11 februari 1974 (22 år)  |         |     | Ungern | Újpest          |
| 12 | F    | Zoltán Molnár*    | 24 september 1968 (27 år) |         |     | Ungern | BVSC Budapest   |
| 13 | A    | Csaba Madar       | 8 oktober 1974 (21 år)    |         |     | Ungern | Debrecen        |
| 14 | A    | Gábor Zavadszky   | 10 september 1974 (21 år) |         |     | Ungern | Ferencváros     |
| 15 | A    | Sándor Preisinger | 11 december 1973 (22 år)  |         |     | Ungern | Zalaegerszeg    |
| 16 | F    | Csaba Szatmári    | 2 november 1973 (22 år)   |         |     | Ungern | Debrecen        |
| 17 | F    | Attila Dragóner   | 15 november 1974 (21 år)  |         |     | Ungern | Stadler         |
| 18 | MV   | Szabolcs Sáfár    | 20 augusti 1977 (18 år)   |         |     | Ungern | Vasas           |
| 19 | A    | Miklós Herczeg°   | 26 mars 1974 (22 år)      |         |     | Ungern | Újpest          |
| 21 | A    | Zoltán Bükszegi°  | 16 december 1975 (20 år)  |         |     | Ungern | BVSC Budapest   |

Gruppspel
|               | Spelade | Vinster | Oavgjorda | Förluster | Gjorda mål | Insläppta mål | Poäng |
| ------------- | ------- | ------- | --------- | --------- | ---------- | ------------- | ----- |
| Brasilien U23 | 3       | 2       | 0         | 1         | 4          | 2             | 6     |
| Nigeria U23   | 3       | 2       | 0         | 1         | 3          | 1             | 6     |
| Japan U23     | 3       | 2       | 0         | 1         | 4          | 4             | 6     |
| Ungern U23    | 3       | 0       | 0         | 3         | 3          | 7             | 0     |

## Friidrott
Herrarnas 400 meter häck
- Dusan Kovács
- Heat — 49,23 s
- Semifinal — 48,57 s (→ gick inte vidare)

Herrarnas längdhopp
- János Uzsoki
- Kval — 7,82m (→ gick inte vidare, 22:e plats)

Herrarnas tresteg
- Tibor Ordina
- Kval — 16,04m (→ gick inte vidare, 33:e plats)

Herrarnas diskuskastning
- Attila Horváth
- Kval — 62,90 m
- Final — 62,28 m (→ 10:e plats)

Herrarnas släggkastning
- Balázs Kiss
- Kval — 78,34m
- Final — 81,24m (→  Guld)

- Zsolt Németh
- Kval — 73,68m (→ gick inte vidare)

- Adrián Annus
- Kval — 72,58m (→ gick inte vidare)

Herrarnas tiokamp
- Zsolt Kürtösi
- Slutligt resultat — 7755 poäng (→ 27:e plats)

Damernas sjukamp
- Rita Ináncsi
- Slutligt resultat — 6336 poäng (→ 6:e plats)

Damernas längdhopp
- Tünde Vaszi
- Kval — 6,73m
- Final — 6,60m (→ 9:e plats)

- Rita Ináncsi
- Kval — 6,02m (→ gick inte vidare)

Damernas tresteg
- Zita Balint
- Kval — NM (→ ingen placering)

Damernas maraton
- Judit Nagy — 2:38,43 (→ 36:e plats)

Damernas 10 kilometer gång
- Mária Urbanik – 43:32 (→ 9:e plats)
- Anikó Szebenszky – 45:57 (→ 27:e plats)

## Fäktning
Herrarnas florett
- Zsolt Érsek
- Márk Marsi
- Róbert Kiss

Herrarnas florett, lag
- Márk Marsi, Róbert Kiss, Zsolt Érsek

Herrarnas värja
- Géza Imre
- Iván Kovács
- Krisztián Kulcsár

Herrarnas värja, lag
- Géza Imre, Iván Kovács, Krisztián Kulcsár

Herrarnas sabel
- József Navarrete
- Bence Szabó
- Csaba Köves

Herrarnas sabel, lag
- Bence Szabó, Csaba Köves, József Navarrete

Damernas florett
- Aida Mohamed
- Zsuzsa Némethné Jánosi
- Gabriella Lantos

Damernas florett, lag
- Aida Mohamed, Gabriella Lantos, Zsuzsa Némethné Jánosi

Damernas värja
- Gyöngyi Szalay-Horváth
- Tímea Nagy
- Adrienn Hormay

Damernas värja, lag
- Adrienn Hormay, Gyöngyi Szalay-Horváth, Tímea Nagy

## Handboll
Damer
Gruppspel
| Lag     | Pld | W | D | L | GF | GA | GD  | Poäng |
| ------- | --- | - | - | - | -- | -- | --- | ----- |
| Danmark | 3   | 3 | 0 | 0 | 89 | 62 | +27 | 6     |
| Ungern  | 3   | 2 | 0 | 1 | 81 | 70 | +11 | 4     |
| Kina    | 3   | 1 | 0 | 2 | 71 | 83 | −12 | 2     |
| USA     | 3   | 0 | 0 | 3 | 64 | 90 | −26 | 0     |

| Resultat | Danmark | Ungern | Kina  | USA   |
| -------- | ------- | ------ | ----- | ----- |
| Danmark  |         | 27–22  | 33–21 | 29–19 |
| Ungern   | 22–27   |        | 29–19 | 30–24 |
| Kina     | 21–33   | 19–29  |       | 31–21 |
| USA      | 19–29   | 24–30  | 21–31 |       |

Slutspel
|  | Semifinaler | Semifinaler |    |        | Final      | Final |  |
|  |             |             |    |        |            |       |  |
|  |             |             |    |        |            |       |  |
|  | Danmark     | 23          |    |        |            |       |  |
|  | Norge       | 19          |    |        |            |       |  |
|  |             |             |    |        |            |       |  |
|  |             |             |    |        |            |       |  |
|  |             |             |    |        | Danmark    | 37    |  |
|  |             | Sydkorea    | 33 |        |            |       |  |
|  |             |             |    |        |            |       |  |
|  |             |             |    |        |            |       |  |
|  |             |             |    |        | Bronsmatch |       |  |
|  |             |             |    |        |            |       |  |
|  | Ungern      | 25          |    | Ungern | 20         |       |  |
|  | Sydkorea    | 39          |    |        | Norge      | 18    |  |

## Modern femkamp
Herrar
- János Martinek — 5501 poäng (→  Brons)
- Ákos Hanzély — 5435 poäng (→ 6:e plats)
- Péter Sárfalvi — 5196 poäng (→ 21:a plats)

## Segling
Laser
- Tamás Eszes

## Simhopp
Herrarnas 3 m
- Imre Lengyel
  - Kval — 346,74
  - Semifinal — 204,51 (→ gick inte vidare, 17:e plats)

Damernas 3 m
- Orsolya Pintér
  - Kval — 206,52 (→ gick inte vidare, 25:e plats)

## Tennis
Herrsingel
- Sándor Noszály
  - Första omgången — Förlorade mot Oleg Ogorodov (Uzbekistan) 5–7, 6–7

Damsingel
- Virág Csurgó
  - Första omgången — Besegrade Aleksandra Olsza (Polen) 6-2 7-5
  - Andra omgången — Förlorade mot Kimiko Date (Japan) 2–6 3–6

- Andrea Temesvári
  - Första omgången — Förlorade mot Judith Wiesner (Österrike) 6–7 4–6